# 里瓦达维亚级战列舰
ARA *里瓦达维亚 (西班牙語：[riβaˈðaβja])是阿根廷于南美无畏舰竞赛期间建造的的战舰。以阿根廷第一任总统 贝纳迪诺*里瓦达维亚命名。 该舰为里瓦达维亚级的首舰。 莫雷诺 是其唯一的姊妹舰。
在1907年，作为一个大规模的海军建设项目的一部分，巴西政府订购了两艘强大的新"无畏舰"。 阿根廷迅速做出反应，鉴于巴西舰艇将超越阿根廷海军的任何舰只。 在延长的招标过程后，设计和建造 瓦达维亚海军准将 与莫雷诺 的合同被给予美国 福尔河造船公司。 在舰艇建造期间，有传言称，两舰可能被转售其他一战参战国，但两舰最终均入役阿根廷海军。在1924和1925年间， 该舰于美国进行了大规模的整修。 第二次世界大战期间该舰未参与作战行动，其最后一次巡航是在1946年。 该舰于1957年从海军除名， 并于当年稍晚被出售。1959年解体。

## 尾注
1. ↑  Whitley, Battleships, 19.